# CSD Suchitepéquez
Club Social y Deportivo Suchitepéquez – gwatemalski klub piłkarski z siedzibą w mieście Mazatenango, w departamencie Suchitepéquez. Występuje w rozgrywkach Primera División. Domowe mecze rozgrywa na obiekcie Estadio Carlos Salazar Hijo.

## Osiągnięcia

### Krajowe
- Liga Nacional de Guatemala

mistrzostwo (1): 1983
wicemistrzostwo (5): 1982, 1984, 1990, 2005 (C), 2007 (A)
- Copa de Guatemala

zwycięstwo (3): 1992, 1993, 1997
finał (1): 1994
- Copa Campeón de Campeones

zwycięstwo (2): 1983, 1992
drugie miejsce (2): 1994, 1998

## Historia
Klub Suchitepéquez założony został w 1960 roku, a w pierwszej lidze zadebiutował już w sezonie 1961/62. W roku 1981 na ponownie otwartym stadionie Estadio Carlos Salazar klub sprawił wielką niespodziankę i pokonał w towarzyskim meczu słynny hiszpański klub Atlético Madryt 1:0.
Lata 80. były najlepszym okresem w historii klubu, który w roku 1982 został wicemistrzem Gwatemali, a w roku 1983 zdobył mistrzostwo kraju (w 22 meczach 16 zwycięstw, 4 remisy i 2 porażki). Pierwszą mistrzowska drużyną w historii klubu kierował szkoleniowiec urugwajski, były reprezentant kraju na mistrzostwach świata, Julio César Cortés.
W roku 1983 Suchitepéquez wziął udział w Pucharze Mistrzów CONCACAF, gdzie po pokonaniu kostarykańskiej Saprissy w pierwszej rundzie klub trafił na meksykański Universidad Neuvo Leon. Po remisie 1:1 na wyjeździe Suchitepéquez wygrał u siebie aż 3:0, stając się pierwszym gwatemalskim klubem, który zwyciężył klub z Meksyku w meczu o stawkę. W finale z kolejnym meksykańskim klubem Atlante Meksyk po remisie u siebie 1:1 klub przegrał na wyjeździe aż 0:5. W roku 1984 klub został wicemistrzem Gwatemali, a sukces ten powtórzył w roku 1990.
W sezonie 1999/2000 klub spadł do drugiej ligi i po kilku sezonach, w 2004/05 wrócił do pierwszej.

### Znani gracze w historii klubu
- Carlos Castañeda, pomocnik, lata 80. i 90.
- Alejandro Ortiz Obregón, obrońca, lata 80. i 90.
- Julio César Anderson, napastnik, lata 60.
- Ricardo Jerez Hidalgo, bramkarz, lata 60.
- Ricardo Piccinini, bramkarz, lata 80.
- Julián Arturo Vargas, obrońca, lata 80.
- Manuel Coronado, obrońca, lata 90.
- Edwin Villatoro, napastnik, po roku 2000
- César "El Picho" Trujillo, napastnik, po roku 2000

### Znani trenerzy w historii klubu
- Julio César Cortés

## Aktualny skład
| Nr | Kraj      | Zawodnik           | Pozycja   |
| -- | --------- | ------------------ | --------- |
| 1  | Gwatemala | Edgar Estrada      | bramkarz  |
| 3  | Gwatemala | Andy Thomson       | obrońca   |
| 4  | Brazylia  | Anderson Batista   | obrońca   |
| 6  | Gwatemala | Freddy Taylor      | obrońca   |
| 5  | Gwatemala | Rafaél González    | obrońca   |
| 7  | Gwatemala | Donalson Mendoza   | pomocnik  |
| 8  | Gwatemala | Wilfred Velásquez  | pomocnik  |
| 10 | Brazylia  | Sandro Zamboni     | napastnik |
| 11 | Gwatemala | Ronaldo Loaiza     | napastnik |
| 12 | Gwatemala | Cristian García    | bramkarz  |
| 13 | Gwatemala | Florencio Martínez | napastnik |
| 14 | Gwatemala | Uwaldo Peréz       | pomocnik  |
| 17 | Kolumbia  | Gustavo Betancur   | pomocnik  |
| 18 | Gwatemala | Walter Estrada     | napastnik |
| 19 | Gwatemala | Edín López         | obrońca   |
| 21 | Gwatemala | Marvín Ávila       | napastnik |
| 23 | Kostaryka | Harold Miranda     | napastnik |
| 24 | Gwatemala | Luis Swisher       | obrońca   |
|    | Gwatemala | Omar Villagran     | pomocnik  |
|    | Gwatemala | Pablo Valenzuela   | napastnik |